# فريدريك بي. أوغدن
فريدريك بي. أوغدن (بالإنجليزية: Frederick Beasley Ogden)‏ هو سياسي أمريكي، ولد في 20 يوليو 1827 في باترسون في الولايات المتحدة، وتوفي في 1 نوفمبر 1893 في هوبوكين في الولايات المتحدة. انتخب عمدة هوبوكين ‏.